# 外科結び
外科結び（げかむすび、英: surgeon's knot）は、本結び（英: reef knot, square knot）の最初の結び目を2つの輪をくぐるようにして強度をもたせたもの。手術の際の結紮に頻用される。両手結び、片手結び、機械結びといった方法で手術中に結紮を行う。
応用するとひっくり返さずに十字に強く結ぶことが出来るため、新聞や雑誌を束ねるのに利用されている。

## 医療における結紮
組織を貫通した状態や血管をまたぐ形で縫合糸の両端が手前にやってくる。
糸を右が手前、左が奥となるように交差させる。
右手の糸は、左手の糸に対して、上・奥から下手前へとくぐらせる。
もう一度同様にくぐらせる。
一旦両自由端をひき、緊張をかける。
自由端は左右が反対側にいっている。
今度は先ほどと逆に糸を右が奥、左が手前となるように交差させる。
右手の糸は、左手の糸に対して、上・手前から下・奥へとくぐらせる。
自由端を引き、緊張をかける。

## トリビア
江戸時代に医聖と謳われた華岡青洲は自身の紋章に結紮の輪の図柄を採用した。本来、華岡家の家紋は五三の桐だったが、青州はこの家紋を弟に譲り、組紐の輪を家紋としている。

## リンク
- ロープの結び方 外科結び｜新聞や雑誌のまとめ方【カインズHOWTO】 - カインズ